# Jerry pianista
Jerry pianista (The Cat Concerto) è un film del 1947 diretto da William Hanna e Joseph Barbera. È il ventinovesimo cortometraggio animato della serie Tom & Jerry, prodotto dalla Metro-Goldwyn-Mayer e uscito negli Stati Uniti il 26 aprile 1947. Il cortometraggio vinse l'Oscar al miglior cortometraggio d'animazione ai premi Oscar 1947, donando alla serie il quarto Oscar consecutivo. Venne inoltre candidato per il Premio Speciale ai Premi BAFTA 1949, e nel 1994 si classificò al 42º posto nel libro The 50 Greatest Cartoons di Jerry Beck, redatto da membri del campo dell'animazione.

## Trama
In un concerto formale Tom, un virtuoso del pianoforte, sta suonando la Rapsodia ungherese n. 2 di Franz Liszt in un auditorium. Jerry, che dorme all'interno del pianoforte, viene bruscamente svegliato dal movimento dei martelletti, quindi sale in cima al pianoforte e prende in giro Tom fingendo di dirigerlo. Quest'ultimo colpisce leggermente Jerry che cade dentro il pianoforte. Poi, mentre Tom continua a suonare senza interruzioni, Jerry spunta fuori da sotto un tasto, così Tom lo preme ripetutamente per sbatterglielo in testa. Infastidito dal comportamento del gatto, Jerry disturba in vari modi il concerto, ma Tom riesce comunque a continuare l'esecuzione e ad angariare il topo. Dopo essere stato sculacciato, colpito e schiacciato dai martelletti, Jerry ne stacca due e si mette a suonare la parte finale della rapsodia. Quest'ultimo aumenta costantemente la velocità finché Tom, stancato dal dover seguire i tasti che Jerry sta suonando dall'interno, cade esausto. Allora il topo esce dal pianoforte indossando velocemente un frac, e si prende tutti gli applausi.

## Controversie
Jerry pianista presenta svariate analogie con il cortometraggio della serie Merrie Melodies (prodotta dalla Warner Bros.) Rapsodia in salmì (1946), con protagonista Bugs Bunny e diretto da Friz Freleng. Benché ci siano anche varie differenze, in entrambi il protagonista indossa un frac e suona la Rapsodia ungherese n. 2 al pianoforte, venendo ostacolato da un topo. Benché sia stato distribuito più di cinque mesi dopo, Jerry pianista venne prodotto nello stesso periodo di Rapsodia in salmì. Le analogie furono al centro di una breve e amara raffica di accuse di plagio tra Warner e MGM, e la controversia non è mai stata completamente risolta.
Secondo la tesi più diffusa, pare che i cortometraggi fossero stati mandati simultaneamente in lavorazione alla Technicolor, che poi inviò per sbaglio Rapsodia in salmì alla MGM. Hanna e Barbera avrebbero quindi visionato il cortometraggio della Warner prima di rinviarlo alla Technicolor, e si sarebbero poi ispirati a esso per finire Jerry pianista. Al cortometraggio venne data la priorità di completamento rispetto agli altri in produzione nello stesso periodo perché potesse essere considerato per l'Oscar. L'Academy visionò prima Jerry pianista per via dell'ordine alfabetico, così Rapsodia in salmì ne sembrò una copia e non ricevette nemmeno la nomination. Tuttavia, Hanna e Barbera si difesero dalle accuse della Warner Bros. sostenendo che Freleng avesse sentito parlare delle loro idee per Jerry pianista e avesse agito su di esse.
Il figlio del pianista Jakob Gimpel, che eseguì la colonna sonora di Rapsodia in salmì, formò invece l'ipotesi che John Crown, che eseguì quella di Jerry pianista, fosse venuto a conoscenza che suo padre stava registrando la Rapsodia di Liszt per la Warner Bros., e che avesse proposto la stessa idea alla MGM. Lo studio avrebbe quindi realizzato il corto partendo da tale idea, senza sapere che stava venendo sviluppata dalla Warner.
Vi è anche l'ipotesi che gli studios, entrambi zeppi di cineasti esperti e talentuosi, abbiano semplicemente sviluppato la stessa idea nello stesso momento. La Rapsodia di Liszt era peraltro già stata utilizzata in altri cinque cortometraggi nei vent'anni precedenti, l'ultima volta dallo stesso Freleng in Rapsodia newyorkese (1941), un altro corto della serie Merrie Melodies.